# 沃利·施赖伯
沃利·施赖伯（英語：Wally Schreiber，1962年4月15日—），加拿大男子冰球运动员。他曾代表加拿大国家队参加1988年、1992年和1994年冬季奥林匹克运动会冰球比赛，其中1992年和1994年冬季奥运会各获得一枚银牌。